# Toluca (meteoryt)
Toluca – meteoryt żelazny należący do oktaedrytów gruboziarnistych grupy IAB, którego fragmenty znajdowane są co najmniej od 1776 roku w okolicach meksykańskiego miasta Jiquipilco, leżącego około 40 km na północny wschód od miasta Toluca, oraz w dolinie Toluca.  
Przypuszcza się, że meteoryt spadł w postaci deszczu meteorytowego 60 tysięcy lat temu, obejmując swym zasięgiem elipsę rozrzutu 5 km na 4 km. Zebrano, jak dotąd, około 3000 kg materii meteorytowej.

## Skład chemiczny i struktura
Meteoryt Toluca jest meteorytem żelaznym bogatym w inkluzje polikrystaliczne. W przekroju, na wytrawionej powierzchni, widoczne są wyraźne figury Widmanstättena. Widoczne są również duże grafitowo-troilitowe wrosty o wymiarach 2 na 3 cm z krzemianowymi wtrąceniami, oraz kryształy cohenitu. W jednym z okazów znaleziono wewnątrz strukturę składającą się z kryształów oliwinu i jasnozielonych kryształów diopsydu. W meteorycie odkryto dwa nowe minerały: ureyit (odmianę meteorytowego piroksenu) oraz haksonit (nową odmianę węgliku żelaza i niklu).